# ۴۶۵ (میلادی)
۴۶۵ (میلادی) چهارصد و شصت و پنجمین سال تقویم میلادی است.

## درگذشتگان
- ۱۵ اوت یا ۱۴ نوامبر - لیبیوس سوروس، امپراتور روم غربی

‎